# Egiertowo (gromada)
Egiertowo – dawna gromada, czyli najmniejsza jednostka podziału terytorialnego Polskiej Rzeczypospolitej Ludowej w latach 1954–1972.
Gromady, z gromadzkimi radami narodowymi (GRN) jako organami władzy najniższego stopnia na wsi, funkcjonowały od reformy reorganizującej administrację wiejską przeprowadzonej jesienią 1954 do momentu ich zniesienia z dniem 1 stycznia 1973, tym samym wypierając organizację gminną w latach 1954–1972.
Gromadę Egiertowo z siedzibą GRN w Egiertowie utworzono – jako jedną z 8759 gromad na obszarze Polski – w powiecie kartuskim w woj. gdańskim na mocy uchwały nr 17/III/54 WRN w Gdańsku z dnia 5 października 1954. W skład jednostki weszły obszary dotychczasowych gromad Borcz, Egiertowo, Hopowo, Kaplica, Starkowa Huta, Kamela, Połęczyno i Wyczechowo (bez osad Trontkowica i Wyczechowo) ze zniesionej gminy Goręczyno w tymże powiecie. Dla gromady ustalono 21 członków gromadzkiej rady narodowej.
1 stycznia 1960 do gromady Egiertowo włączono miejscowość Trątkownica ze zniesionej gromady Kiełpino w tymże powiecie.
1 stycznia 1962 gromadę zniesiono, a jej obszar włączono do gromady Szymbark (miejscowości Kaplica, Połęczyno, Starkowa Huta, Chylowa Huta i Jekmuca) oraz do znoszonej gromady Goręczyno (miejscowości Egiertowo, Kamela, Hopowo, Lisia Góra, Wyczechowo, Pstra Suka, Nowy Dwór, Mały Dwór, Borcz, Trątkownica i Potoka) w tymże powiecie.